# Acraea albipuncta
Acraea albipuncta är en fjärilsart som beskrevs av Ungemach 1932. Acraea albipuncta ingår i släktet Acraea och familjen praktfjärilar. Inga underarter finns listade i Catalogue of Life.